# Leichtathletik-Weltmeisterschaften 2007/800 m der Männer

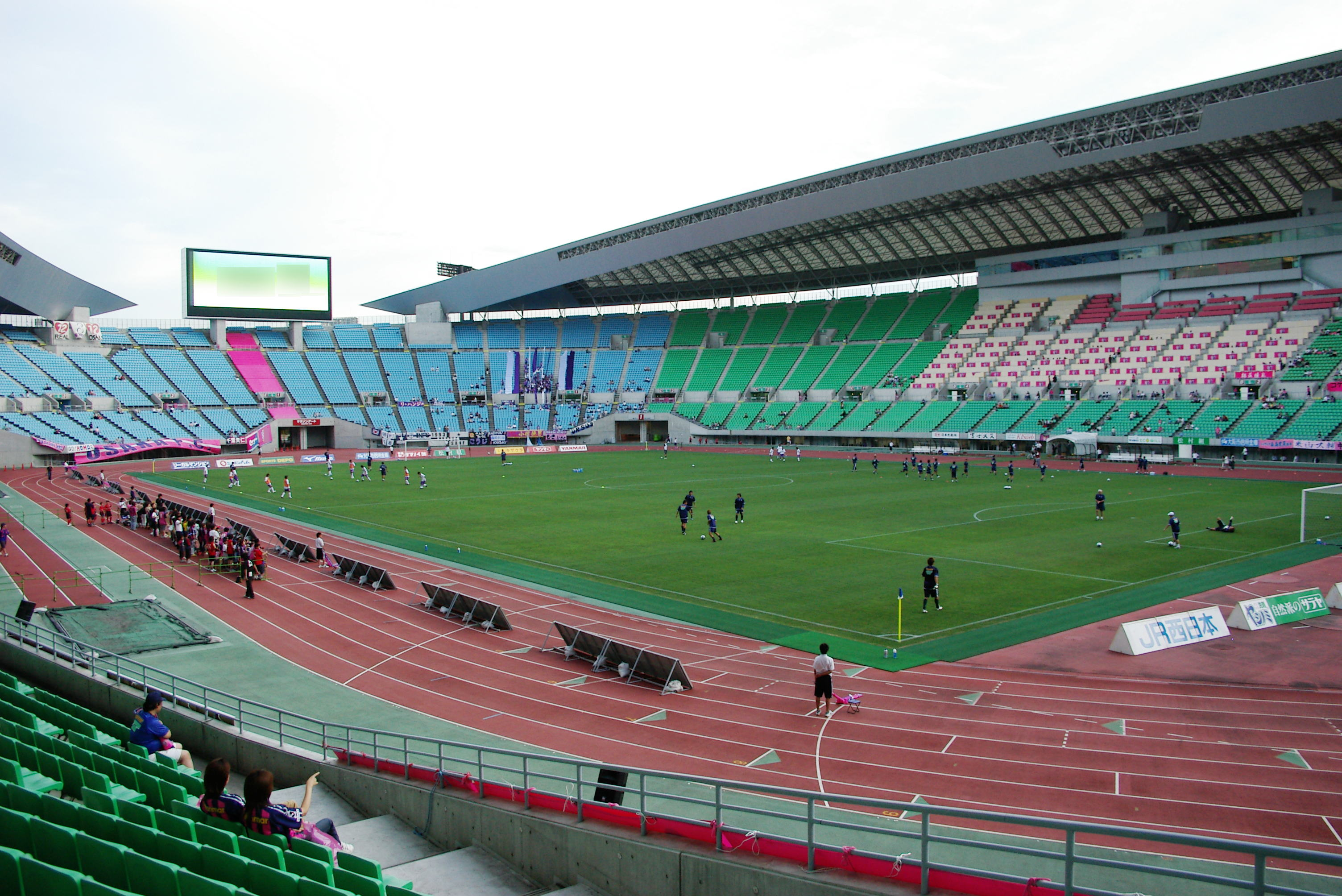
Das Nagai-Stadion in Osaka im Jahr 2004

Der 800-Meter-Lauf der Männer bei den Leichtathletik-Weltmeisterschaften 2007 wurde vom 30. August bis 2. September 2007 im Nagai-Stadion der japanischen Stadt Osaka ausgetragen.
Weltmeister wurde der Bronzemedaillengewinner der Afrikameisterschaften 2006 Alfred Kirwa Yego aus Kenia. Er gewann vor dem Kanadier Gary Reed. Bronze ging an den russischen Olympiasieger von 2004 und zweifachen Vizeweltmeister (2003/2005) Juri Borsakowski, der bei den Europameisterschaften 2002 mit der 4-mal-400-Meter-Staffel seines Landes Silber gewonnen hatte.
In dem rein auf den Spurt ausgerichteten Finale ging es am Ende äußerst eng zu. Zwischen Rang eins und zwei lag nur eine Hundertstelsekunde, zu Bronze waren es weitere 29 Hundertstelsekunden. Den dritt- und sechstplatzierten Läufer trennten nur sechs Hundertstelsekunden, zwischen Rang eins und acht lagen nur knapp fünf Zehntelsekunden.

## Bestehende Rekorde
| Weltrekord               | 1:41,11 min | Wilson Kipketer  | Köln, Deutschland       | 24. August 1997   |
| Weltmeisterschaftsrekord | 1:43,06 min | Billy Konchellah | WM 1987 in Rom, Italien | 1. September 1987 |

Der bestehende WM-Rekord wurde bei diesen Weltmeisterschaften nicht eingestellt und nicht verbessert.
Die Athleten liefen in keinem Rennen hohes Tempo, es sollte jeweils auf den Spurt ankommen. Ganz besonders galt dies für das Finale. Die schnellsten Läufe fanden mit Zeiten unter 1:45 min in den Halbfinals statt.
Es wurde ein Landesrekord aufgestellt:

1:47,72 min – Aunese Curreen (Samoa), 2. Vorlauf am 30. August

## Vorrunde
Die Vorrunde wurde in sechs Läufen durchgeführt. Die ersten drei Athleten pro Lauf – hellblau unterlegt – sowie die darüber hinaus sechs zeitschnellsten Läufer – hellgrün unterlegt – qualifizierten sich für das Halbfinale.

### Vorlauf 1

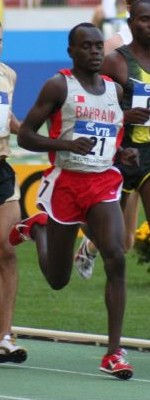
Belal Mansoor Ali verpasste die Halbfinalteilnahme um einen Rang

30. August 2007, 19:40 Uhr
| Platz | Name                     | Nation    | Zeit (min) |
| ----- | ------------------------ | --------- | ---------- |
| 1     | Amine Laalou             | Marokko   | 1:46,00    |
| 2     | Nick Symmonds            | USA       | 1:46,16    |
| 3     | Kleberson Davide         | Brasilien | 1:46,17    |
| 4     | Belal Mansoor Ali        | Bahrain   | 1:46,34    |
| 5     | Achraf Tadili            | Kanada    | 1:46,73    |
| 6     | Sajjad Moradi            | Iran      | 1:46,75    |
| 7     | Mohammed Ahmed Al-Yafaee | Jemen     | 1:56,55    |
| DNF   | Ismail Ahmed Ismail      | Sudan     |            |

### Vorlauf 2

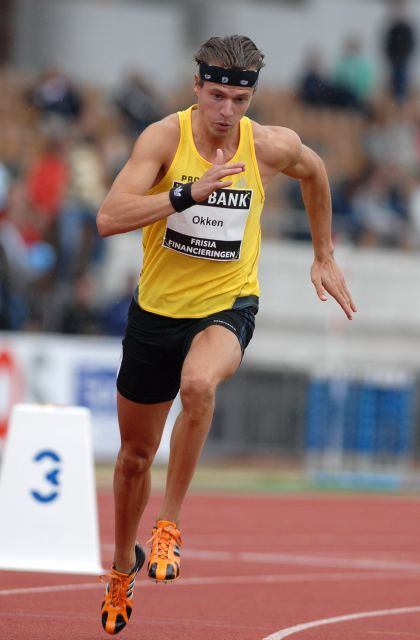
Arnoud Okken belegte Platz sechs im zweiten Vorlauf und schied damit aus

30. August 2007, 19:46 Uhr
| Platz | Name                 | Nation      | Zeit (min) |
| ----- | -------------------- | ----------- | ---------- |
| 1     | Gary Reed            | Kanada      | 1:46,00    |
| 2     | Nabil Madi           | Algerien    | 1:46,02    |
| 3     | Justus Koech         | Kenia       | 1:46,08    |
| 4     | Antonio Manuel Reina | Spanien     | 1:46,35    |
| 5     | Arnoud Okken         | Niederlande | 1:47,23    |
| 6     | Jeffrey Riseley      | Australien  | 1:47,44    |
| 7     | Aunese Curreen       | Samoa       | 1:47,72 NR |
| DNS   | Iwan Heschko         | Ukraine     |            |

### Vorlauf 3

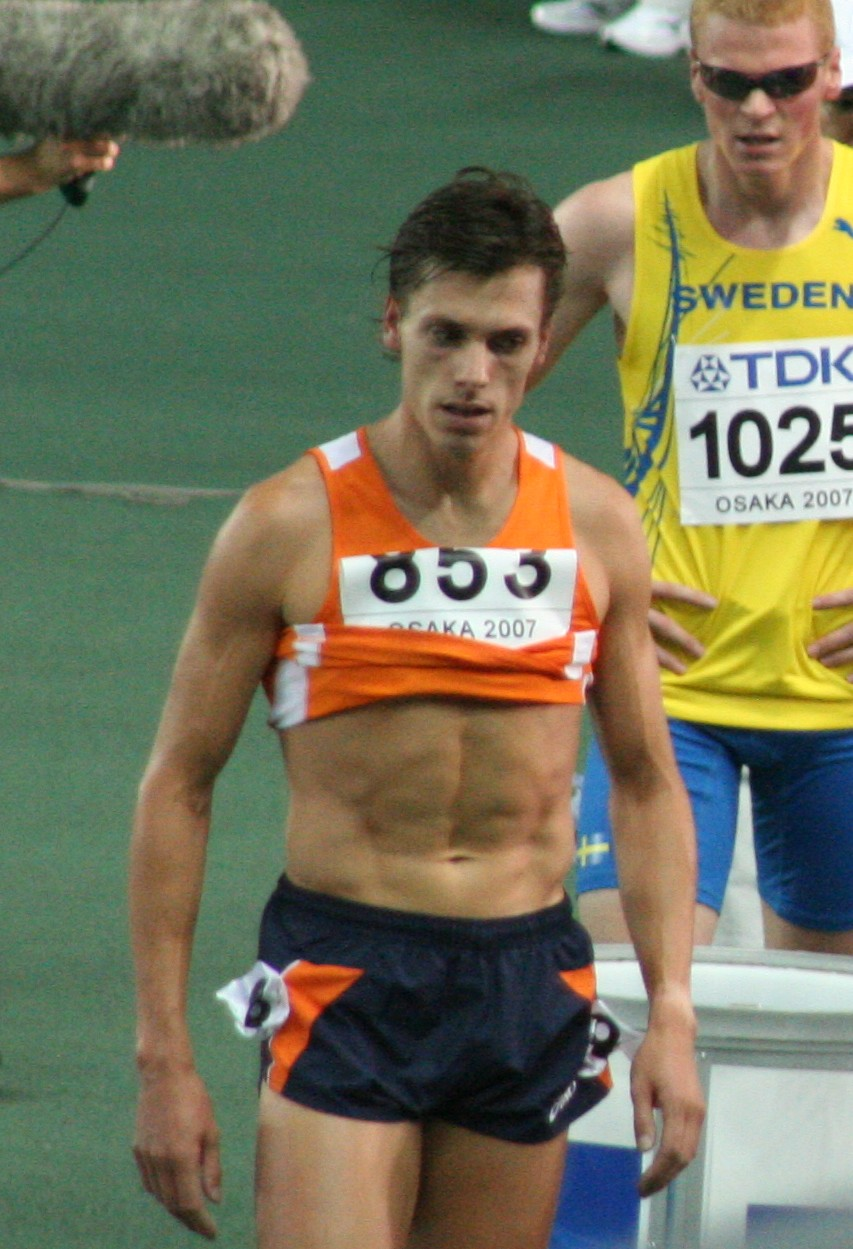
Mattias Claesson (rechts, Sechster) und Bram Som (Achter) schieden im dritten Vorlauf aus

30. August 2007, 19:52 Uhr
| Platz | Name              | Nation      | Zeit (min) |
| ----- | ----------------- | ----------- | ---------- |
| 1     | Mbulaeni Mulaudzi | Südafrika   | 1:45,56    |
| 2     | Rashid Ramzi      | Bahrain     | 1:45,64    |
| 3     | Dmitri Bogdanow   | Russland    | 1:45,66    |
| 4     | Fabiano Peçanha   | Brasilien   | 1:45,77    |
| 5     | Yeimer López      | Kuba        | 1:46,28    |
| 6     | Mattias Claesson  | Schweden    | 1:46,43    |
| 7     | Eugenio Barrios   | Spanien     | 1:46,65    |
| 8     | Bram Som          | Niederlande | 1:46,81    |

### Vorlauf 4

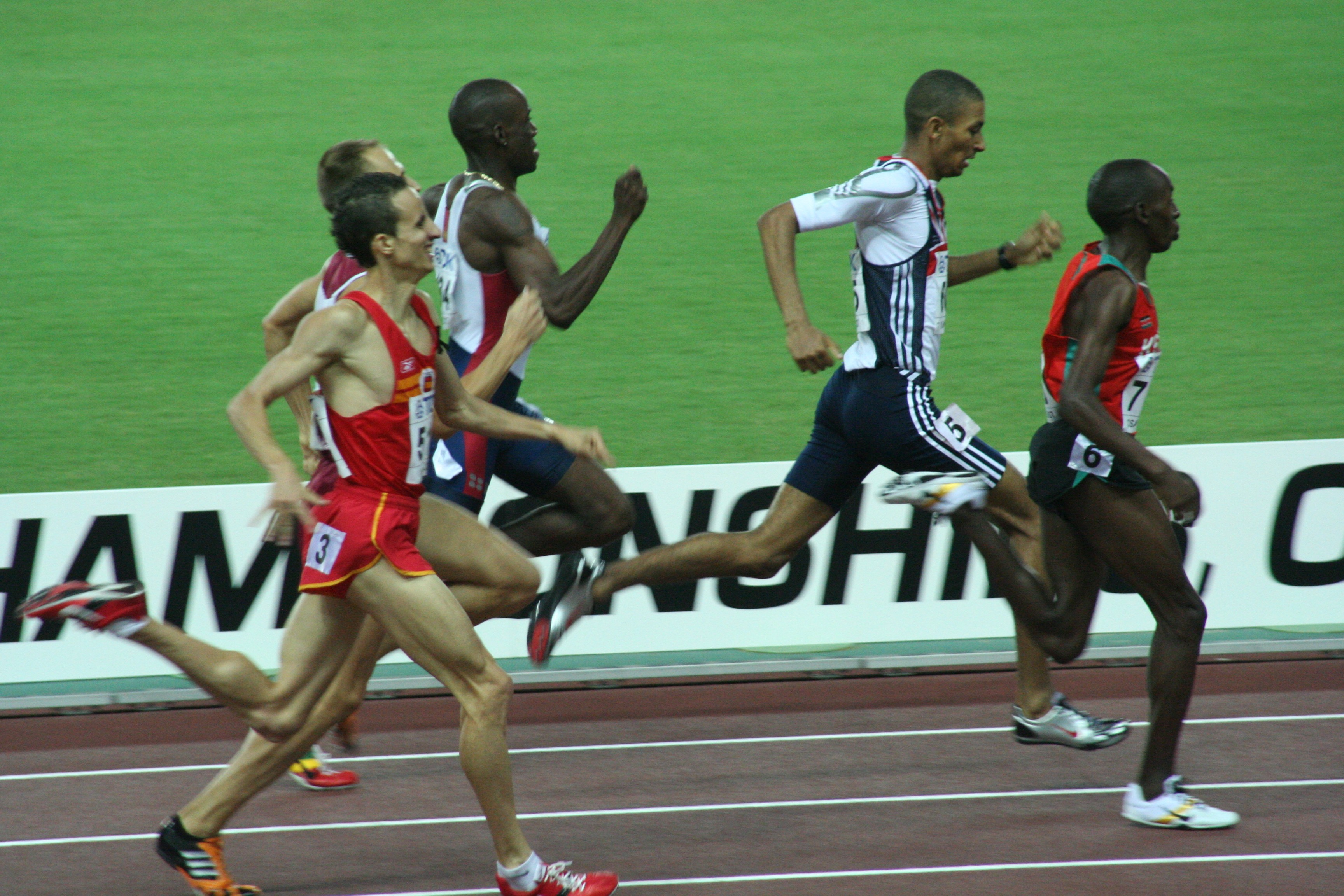
Szene aus dem vierten Vorlauf

30. August 2007, 19:58 Uhr
| Platz | Name               | Nation         | Zeit (min) |
| ----- | ------------------ | -------------- | ---------- |
| 1     | Alfred Kirwa Yego  | Kenia          | 1:45,52    |
| 2     | Michael Rimmer     | Großbritannien | 1:45,66    |
| 3     | Dmitrijs Miļkevičs | Lettland       | 1:45,72    |
| 4     | Khadevis Robinson  | USA            | 1:45,78    |
| 5     | Manuel Olmedo      | Spanien        | 1:45,90    |
| 6     | Eduard Villanueva  | Venezuela      | 1:46,33    |
| 7     | David Campbell     | Irland         | 1:46,47    |
| 8     | Fadrique Iglesias  | Bolivien       | 1:48,42    |

### Vorlauf 5

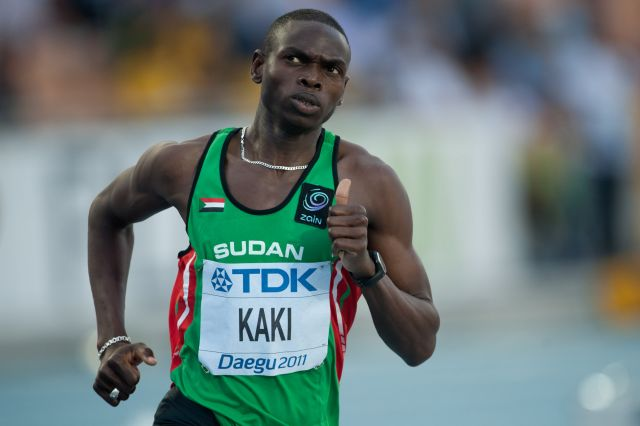
Als Sechster seines Vorlaufs erreichte Abubaker Kaki nicht die nächste Runde

30. August 2007, 20:04 Uhr
| Platz | Name              | Nation        | Zeit (min) |
| ----- | ----------------- | ------------- | ---------- |
| 1     | Mohammed al-Salhi | Saudi-Arabien | 1:45,58    |
| 2     | Juri Borsakowski  | Russland      | 1:45,79    |
| 3     | Wilfred Bungei    | Kenia         | 1:45,79    |
| 4     | Yassine Bensghir  | Marokko       | 1:45,90    |
| 5     | Abdoulaye Wagne   | Senegal       | 1:46,20    |
| 6     | Abubaker Kaki     | Sudan         | 1:46,38    |
| 7     | Masato Yokota     | Japan         | 1:47,16    |
| 8     | Mahamoud Farah    | Dschibuti     | 1:49,06    |

### Vorlauf 6

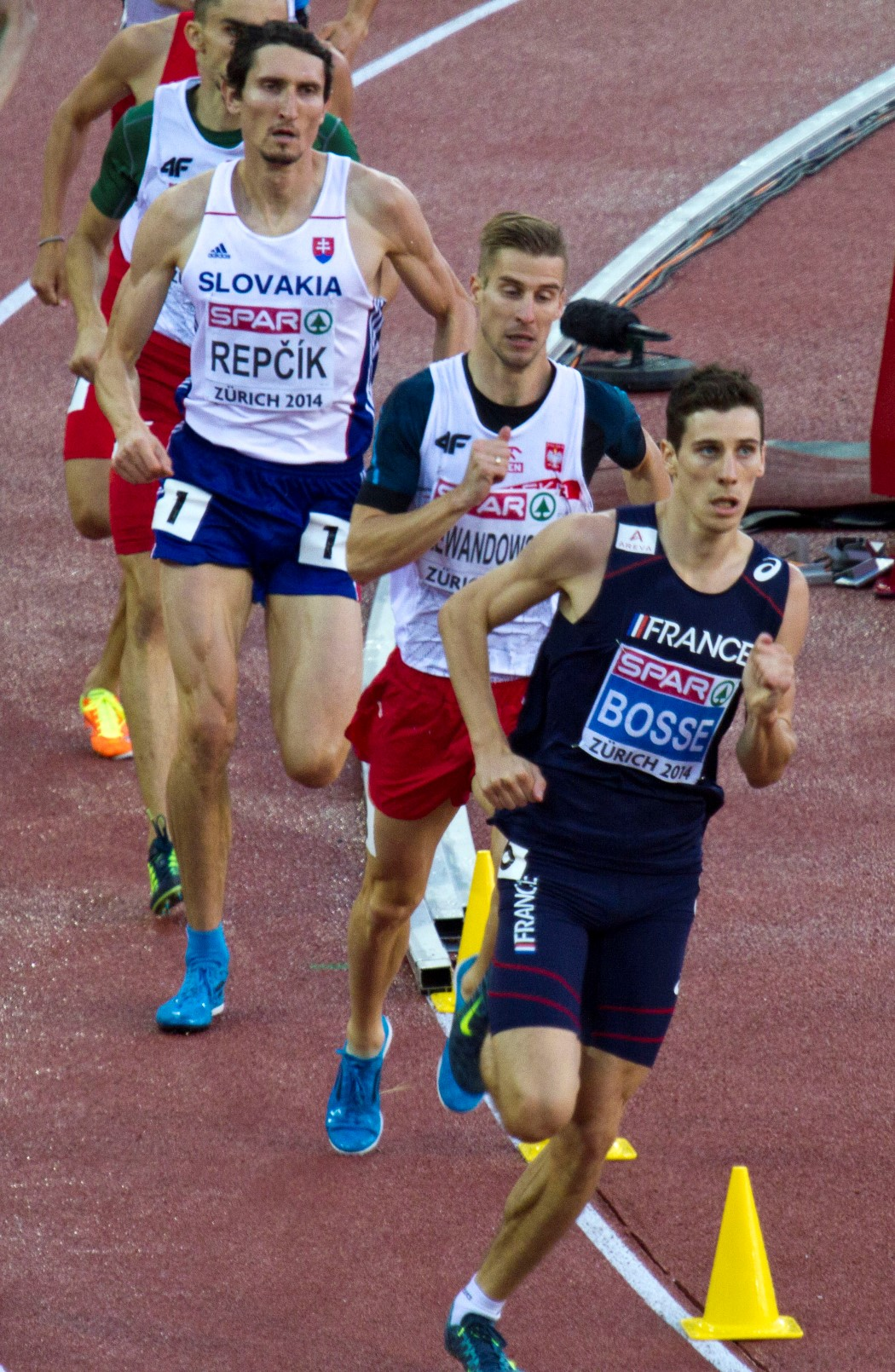
Jozef Repcìk (hier bei den Europameisterschaften 2014) scheiterte in der Vorrunde
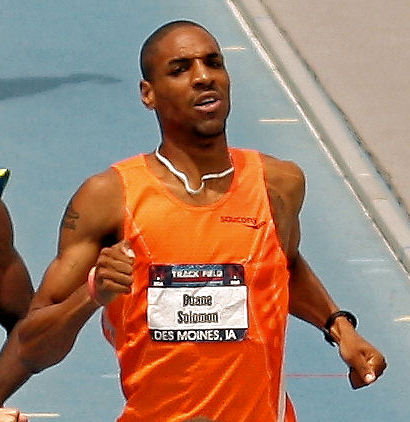
Duane Solomon lag in seinem Vorlauf deutlich zurück

30. August 2007, 20:10 Uhr
| Platz | Name                   | Nation      | Zeit (min) |
| ----- | ---------------------- | ----------- | ---------- |
| 1     | Yusuf Saad Kamel       | Bahrain     | 1:45,25    |
| 2     | Abraham Chepkirwok     | Uganda      | 1:45,68    |
| 3     | Mohammad al-Azemi      | Kuwait      | 1:45,85    |
| 4     | Mouhssin Chehibi       | Marokko     | 1:46,16    |
| 5     | Samwel Mwera           | Tansania    | 1:46,24    |
| 6     | Jozef Repcìk           | Slowakei    | 1:46,53    |
| 7     | Duane Solomon          | USA         | 1:48,95    |
| 8     | Souleymane Ould Chebal | Mauretanien | 1:56,45    |

## Halbfinale
In den beiden Halbfinalläufen qualifizierten sich die jeweils ersten beiden Athleten – hellblau unterlegt – sowie die darüber hinaus zwei zeitschnellsten Läufer – hellgrün unterlegt – für das Finale.

### Halbfinallauf 1

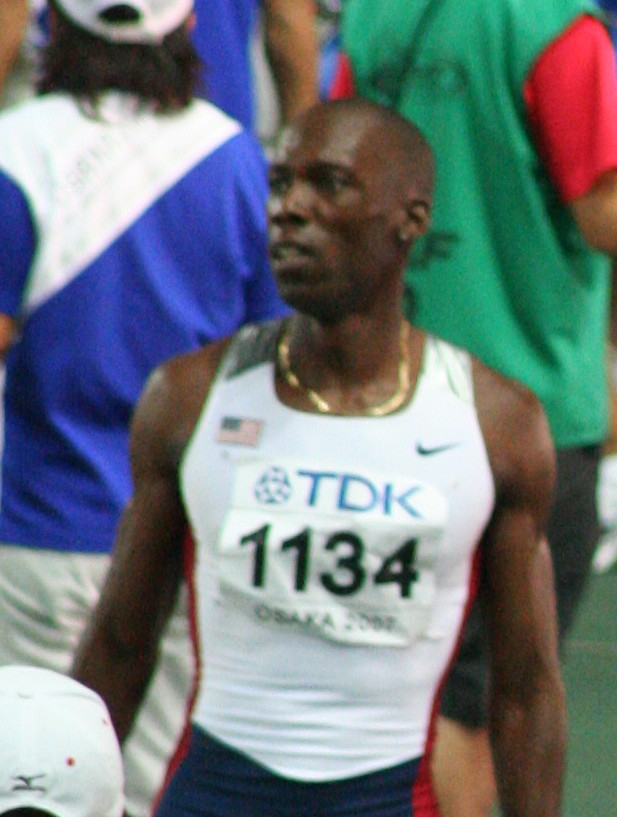
Khadevis Robinson – Rang vier im ersten Vorlauf und damit nicht im Finale
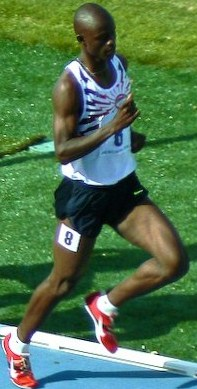
Für Abdoulaye Wagne war als Siebter seines Rennens im Halbfinale Endstation

31. August 2007, 20:19 Uhr
| Platz | Name               | Nation    | Zeit (min) |
| ----- | ------------------ | --------- | ---------- |
| 1     | Alfred Kirwa Yego  | Kenia     | 1:44,54    |
| 2     | Mbulaeni Mulaudzi  | Südafrika | 1:44,71    |
| 3     | Abraham Chepkirwok | Uganda    | 1:44,84    |
| 4     | Khadevis Robinson  | USA       | 1:45,45    |
| 5     | Fabiano Peçanha    | Brasilien | 1:45,95    |
| 6     | Dmitrijs Miļkevičs | Lettland  | 1:46,27    |
| 7     | Abdoulaye Wagne    | Senegal   | 1:46,39    |
| 8     | Mouhssin Chehibi   | Marokko   | 1:51,31    |

### Halbfinallauf 2
31. August 2007, 20:05 Uhr
| Platz | Name            | Nation   | Zeit (min) |
| ----- | --------------- | -------- | ---------- |
| 1     | Gary Reed       | Kanada   | 1:44,92    |
| 2     | Amine Laalou    | Marokko  | 1:45,11    |
| 3     | Dmitri Bogdanow | Russland | 1:45,36    |
| 4     | Nabil Madi      | Algerien | 1:45,59    |
| 5     | Manuel Olmedo   | Spanien  | 1:45,61    |
| 6     | Nick Symmonds   | USA      | 1:46,41    |
| 7     | Justus Koech    | Kenia    | 1:46,86    |
| 8     | Rashid Ramzi    | Bahrain  | 1:47,71    |

Im zweiten Halbfinale ausgeschiedene Läufer:

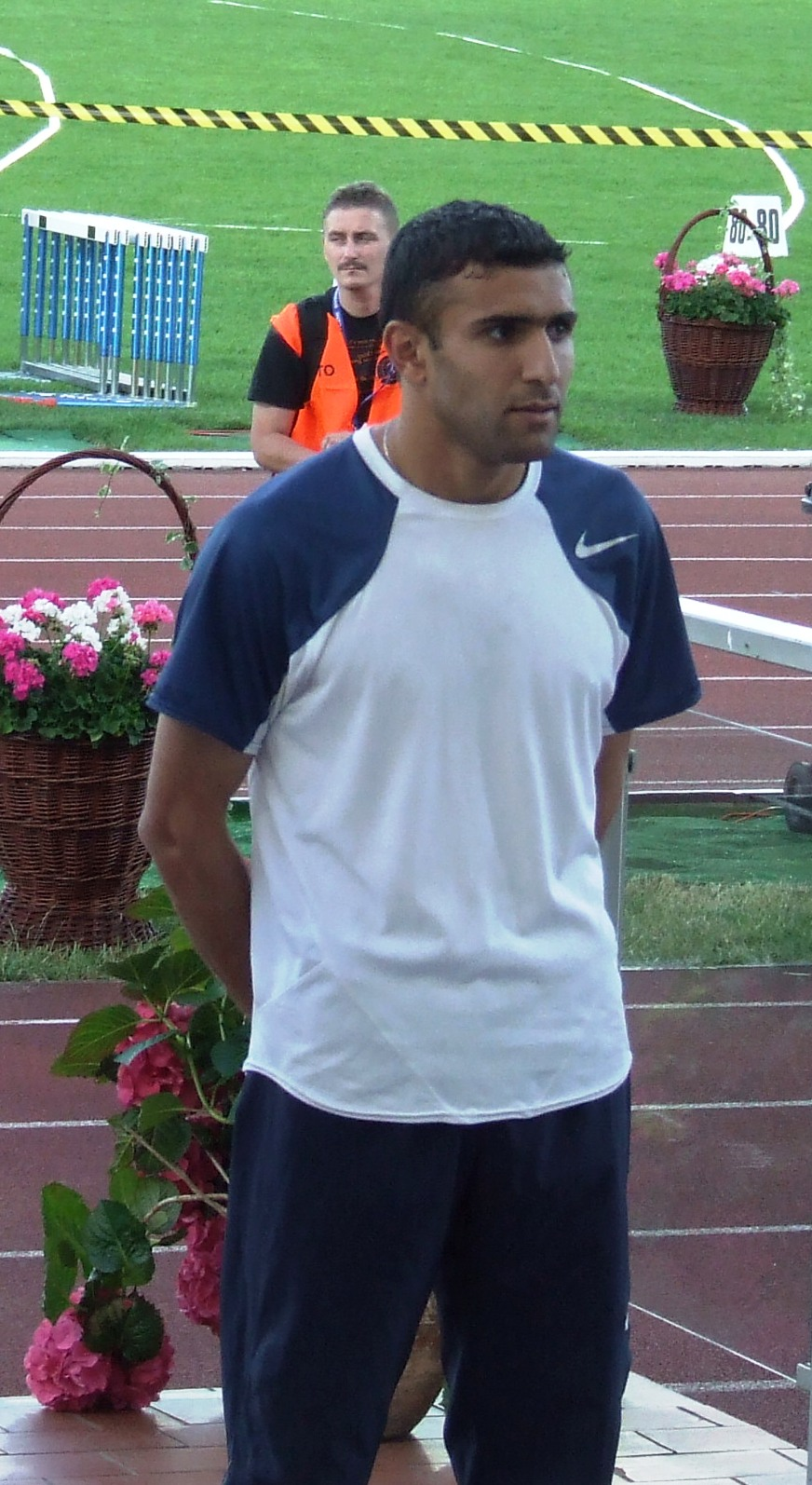
Nabil Madi Rang vier in 1:45,59 min
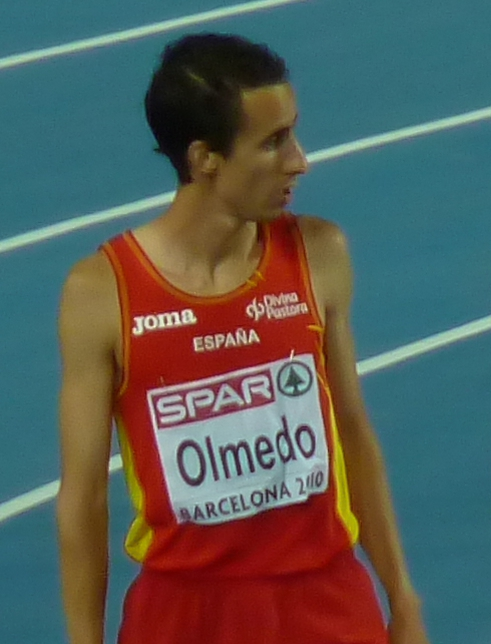
Manuel Olmedo Rang fünf in 1:45,61 min
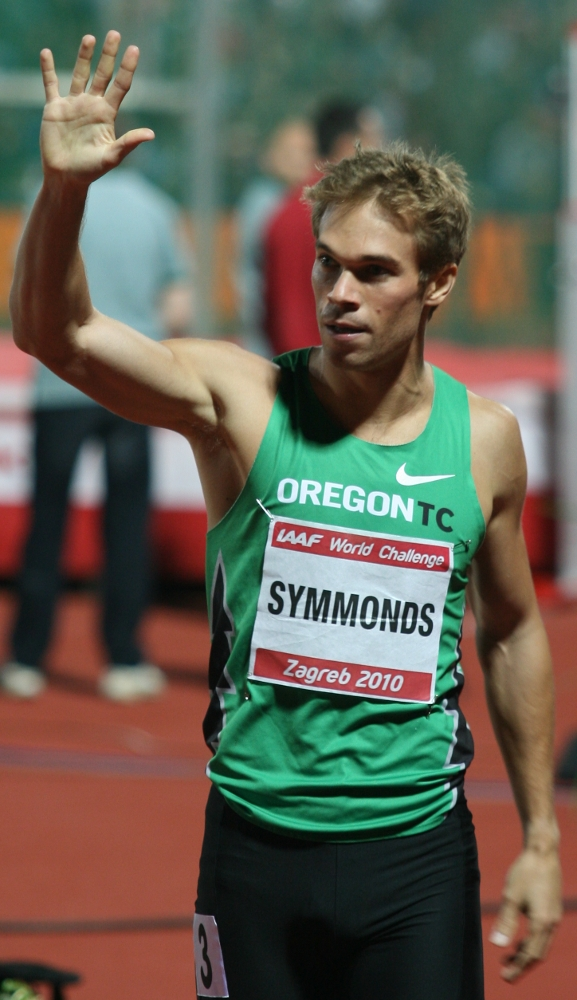
Nick Symmonds Rang sechs in 1:46,41 min
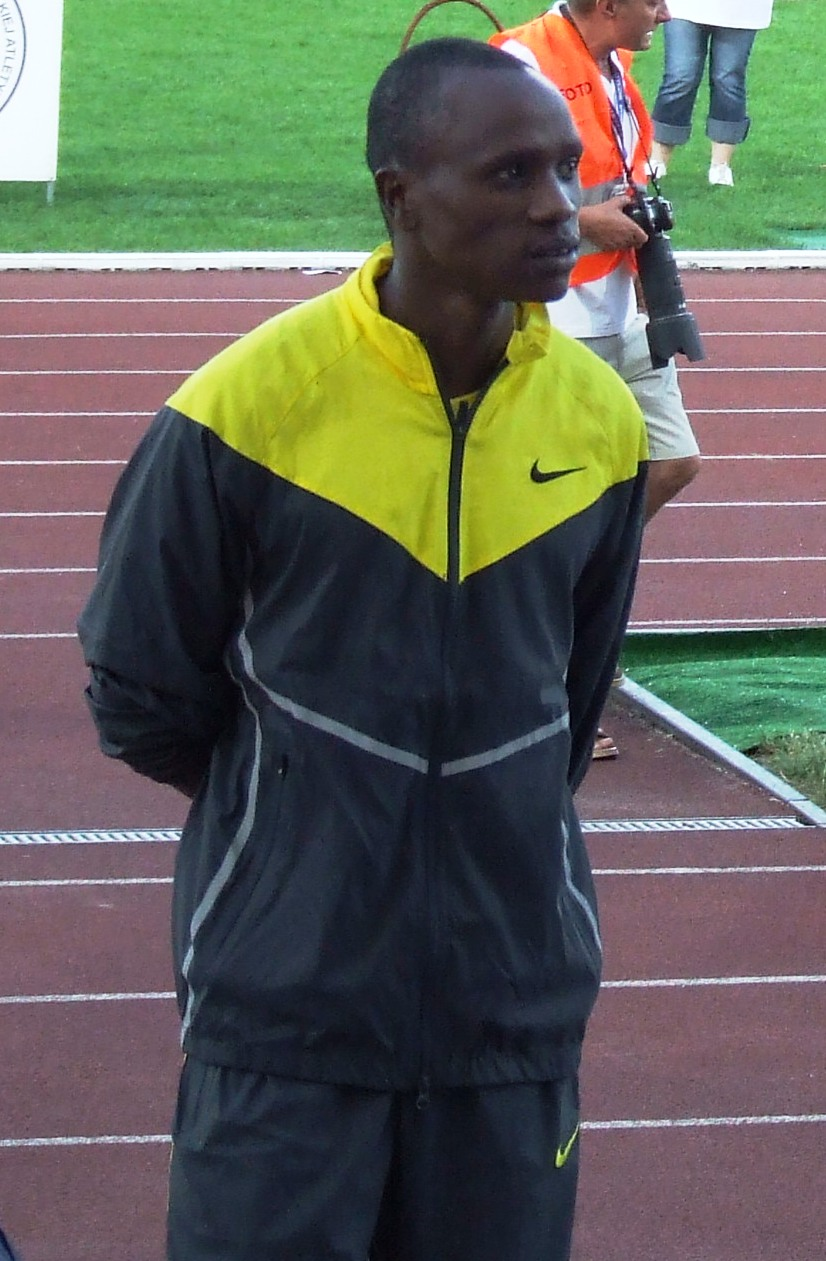
Justus Koech Rang sieben in 1:46,86 min
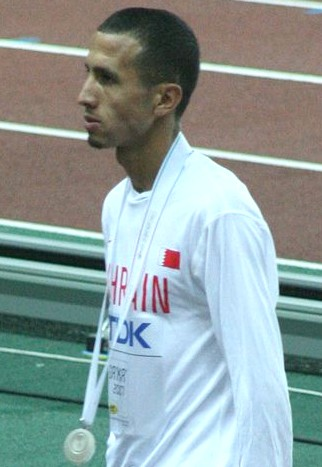
Rashid Ramzi – 2005 Doppelweltmeister auf den Mittelstrecken und hier zuvor Zweiter über 1500 Meter – Rang acht in 1:47,71 min

### Halbfinallauf 3
31. August 2007, 20:12 Uhr
| Platz | Name              | Nation         | Zeit (min) |
| ----- | ----------------- | -------------- | ---------- |
| 1     | Juri Borsakowski  | Russland       | 1:45,12    |
| 2     | Wilfred Bungei    | Kenia          | 1:45,20    |
| 3     | Mohammed al-Salhi | Saudi-Arabien  | 1:45,23    |
| 4     | Yusuf Saad Kamel  | Bahrain        | 1:45,31    |
| 5     | Kleberson Davide  | Brasilien      | 1:46,45    |
| 6     | Michael Rimmer    | Großbritannien | 1:47,39    |
| 7     | Yassine Bensghir  | Marokko        | 1:48,04    |
| 8     | Mohammad al-Azemi | Kuwait         | 1:50,28    |

Im dritten Halbfinale ausgeschiedene Läufer:

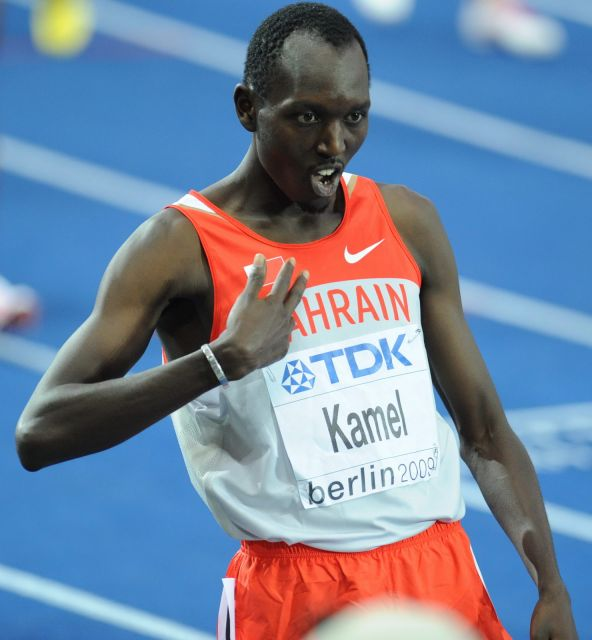
Yusuf Saad Kamel Rang vier in 1:45,31 min
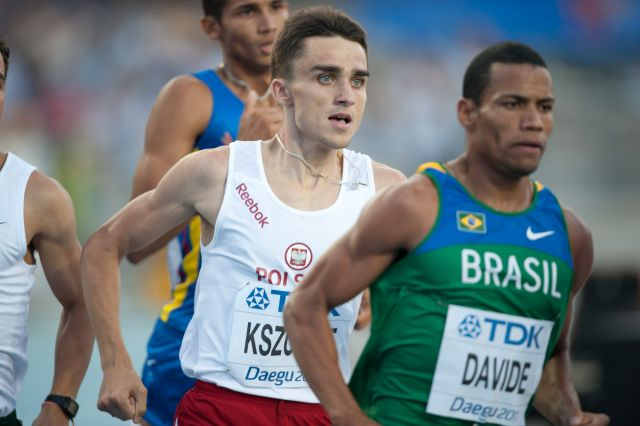
Kleberson Davide Rang fünf in 1:46,45 min
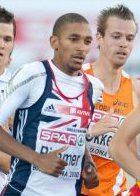
Michael Rimmer Rang sechs in 1:47,39 min
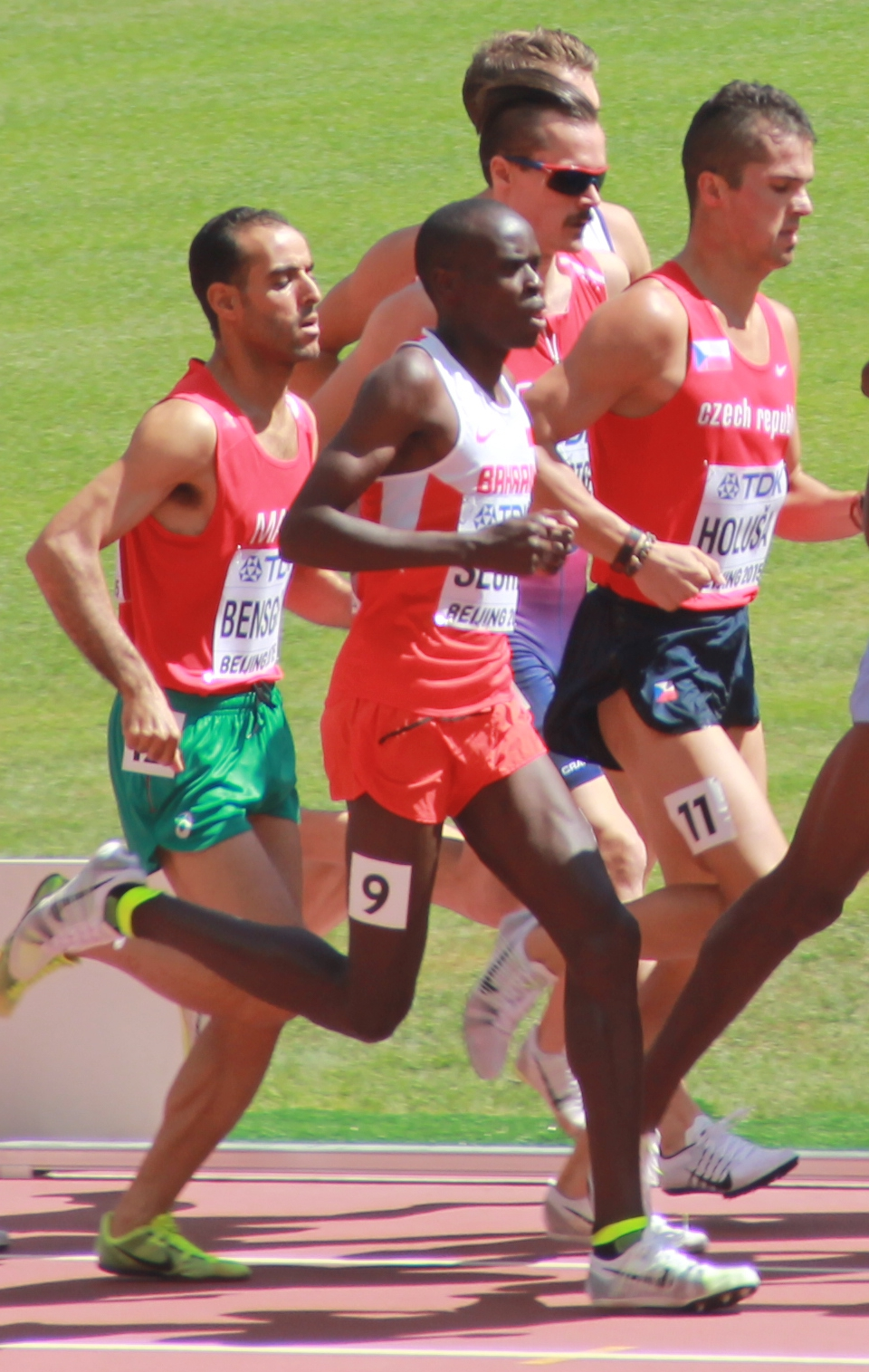
Yassine Bensghir (ganz links) Rang sieben in 1:48,04 min

## Finale

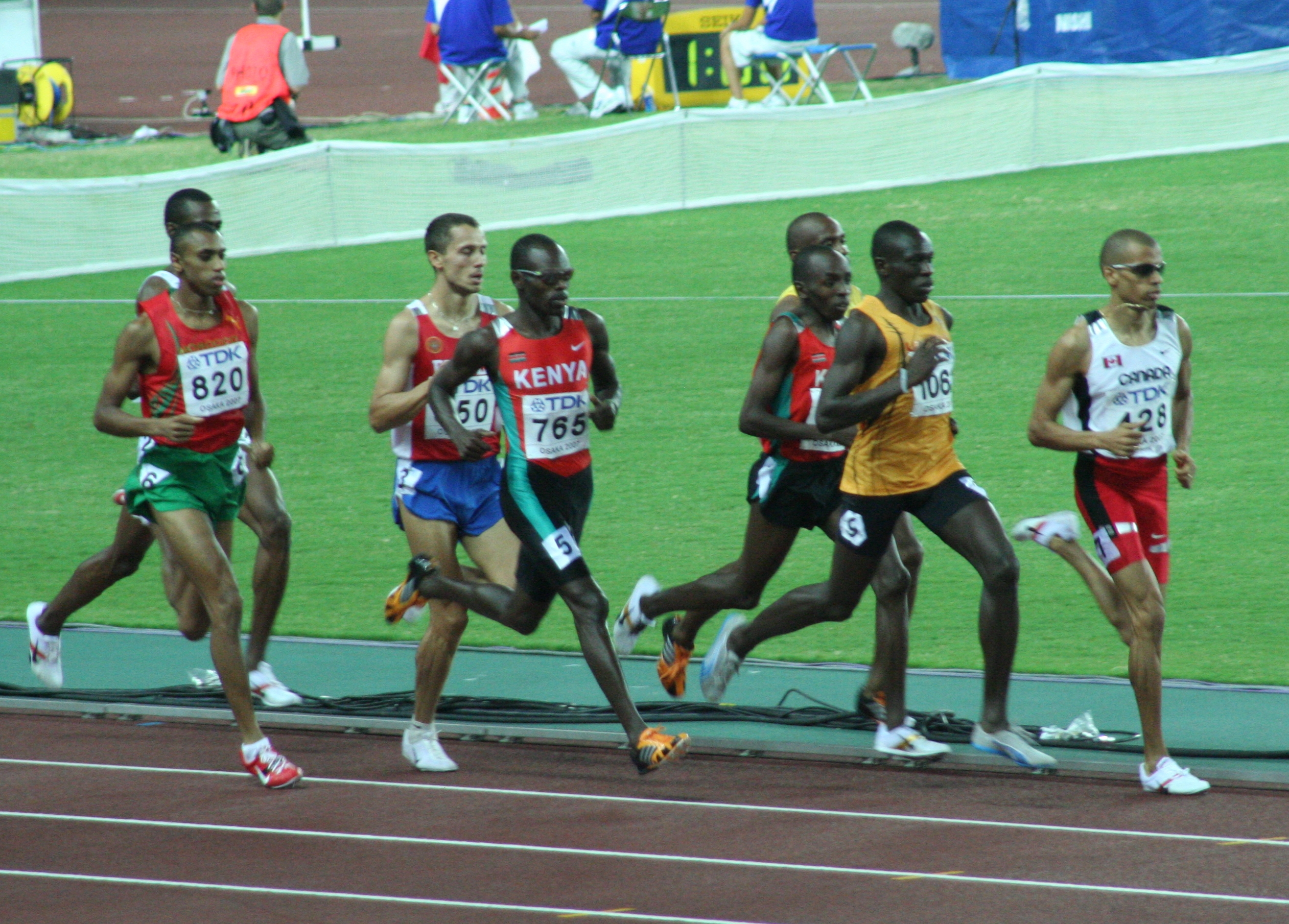
Dicht gedrängtes Feld im 800-Meter-Finale

2. September 2007, 19:55 Uhr
| Platz | Name               | Nation        | Zeit (min) |
| ----- | ------------------ | ------------- | ---------- |
| 1     | Alfred Kirwa Yego  | Kenia         | 1:47,09    |
| 2     | Gary Reed          | Kanada        | 1:47,10    |
| 3     | Juri Borsakowski   | Russland      | 1:47,39    |
| 4     | Abraham Chepkirwok | Uganda        | 1:47,41    |
| 5     | Wilfred Bungei     | Kenia         | 1:47,42    |
| 6     | Amine Laalou       | Marokko       | 1:47,45    |
| 7     | Mbulaeni Mulaudzi  | Südafrika     | 1:47,52    |
| 8     | Mohammed al-Salhi  | Saudi-Arabien | 1:47,58    |

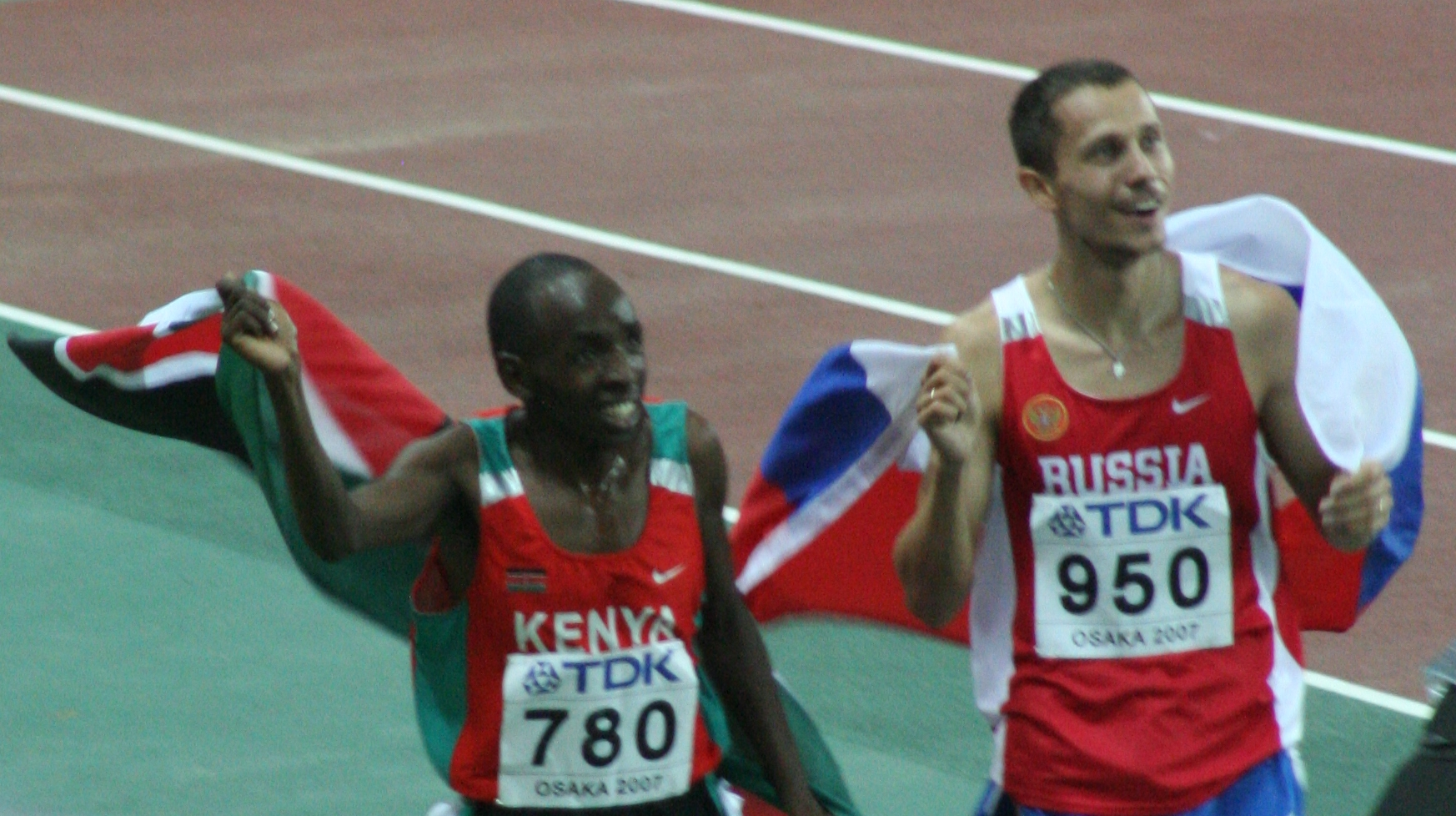
Weltmeister Alfred Kirwa Yego (links) und Bronzemedaillengewinner Juri Borsakowski
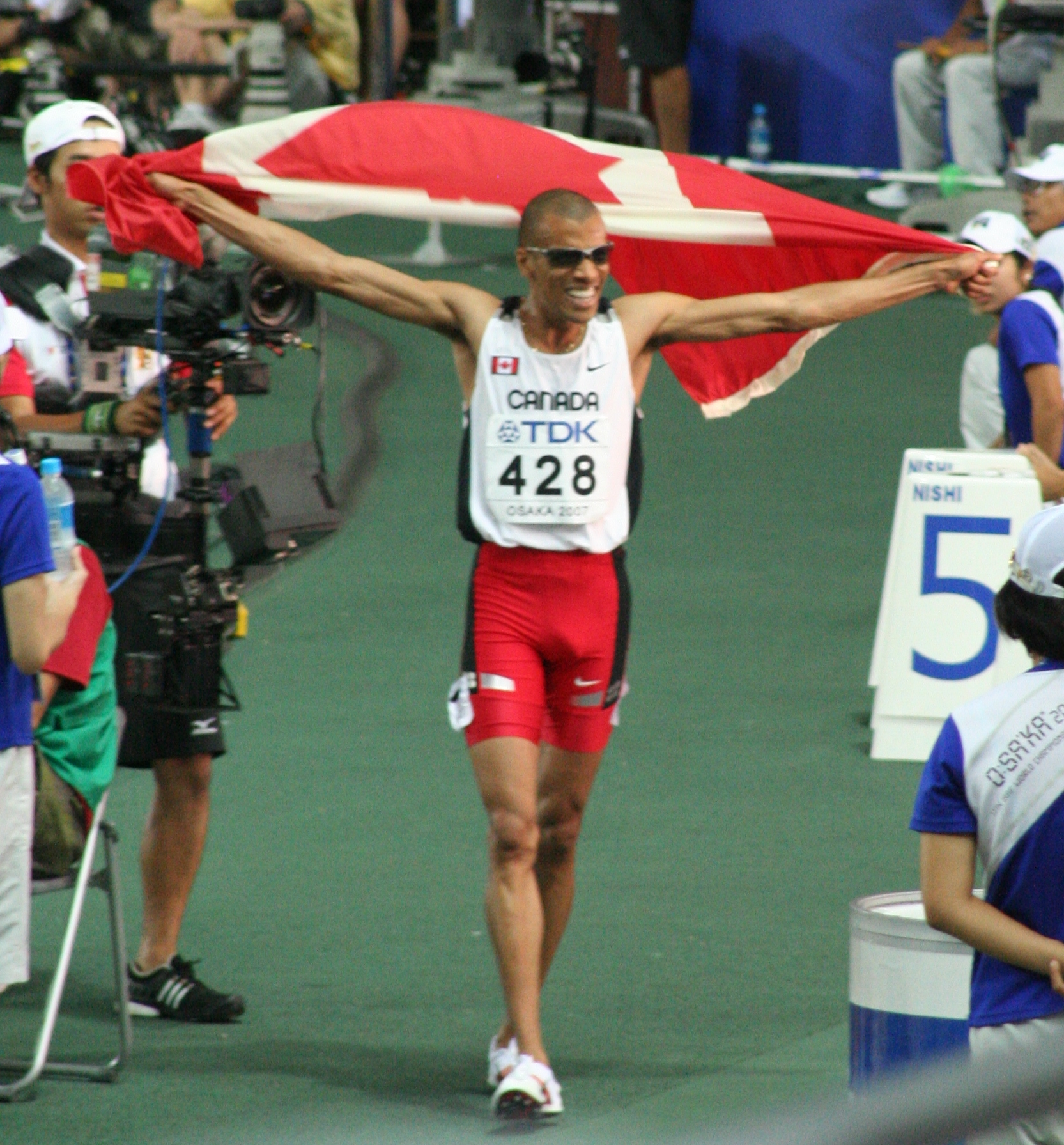
Vizeweltmeister Gary Reed
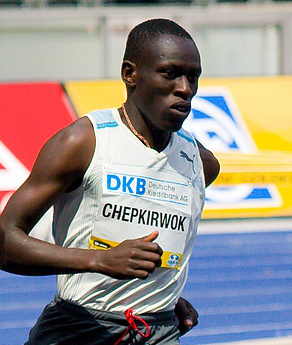
Der viertplatzierte Abraham Chepkirwok
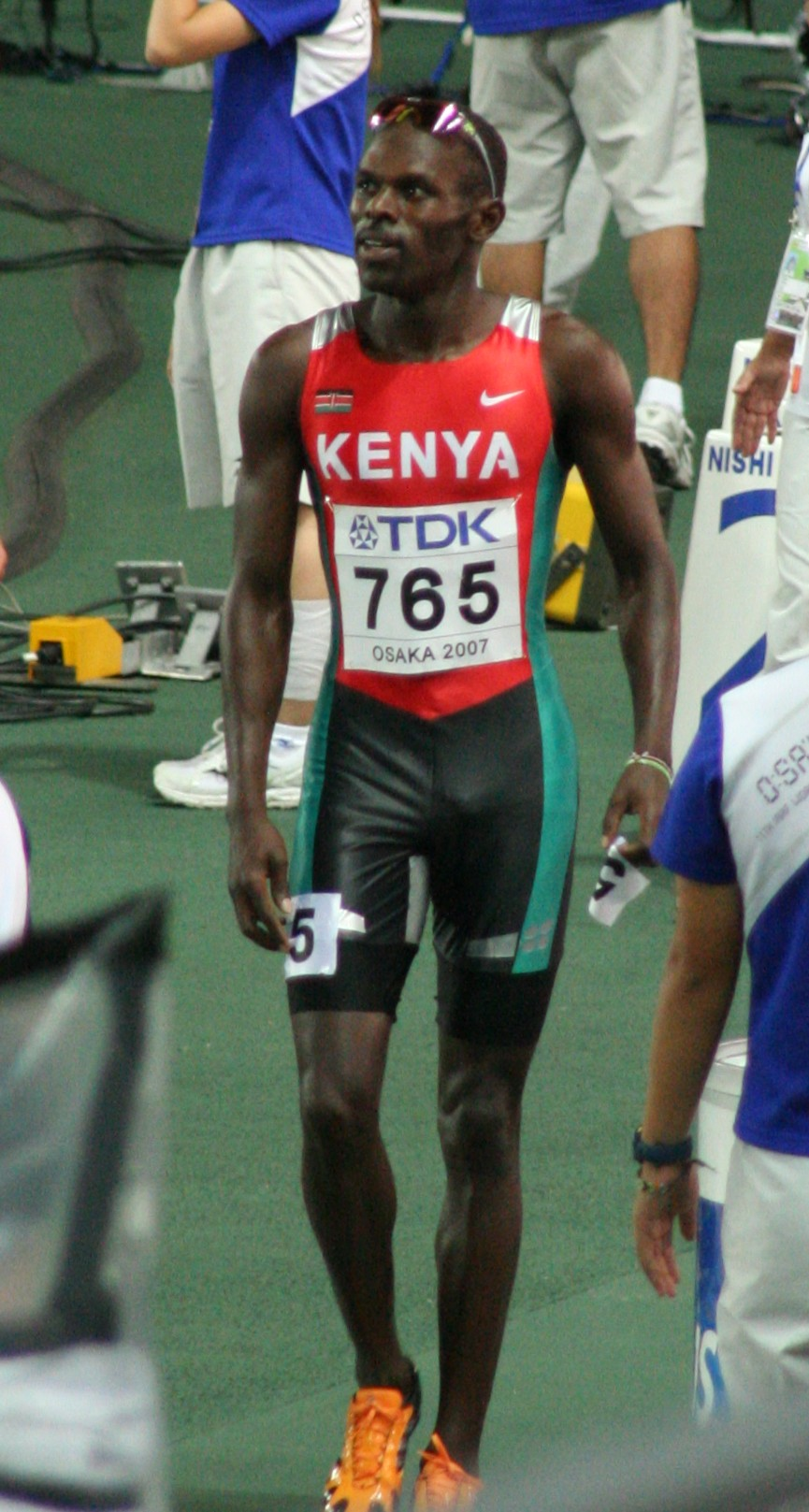
Wilfred Bungei erreichte Platz fünf
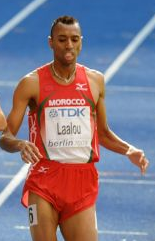
Amine Laalou belegte Rang sechs
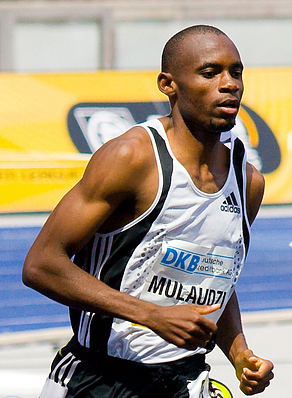
Mbulaeni Mulaudzi kam auf den siebten Platz

## Video
- 800m finale Osaka 2007, youtube.com, abgerufen am 19. Oktober 2020